# دوري الدرجة الأولى الروماني 1919–20
دوري الدرجة الأولى الروماني 1919–20 (بالرومانية: Cupa Harwester 1919-1920)‏ هو الموسم 8 من  دوري الدرجة الأولى الروماني. أقيم خلال الفترة 5 أكتوبر 1919 وحتى ديسمبر 1919، وأشرف على تنظيمه اتحاد رومانيا لكرة القدم، وكان عدد الأندية المشاركة فيه  4.